# Ерик VI Сегерсел
Вижте пояснителната страница за други личности с името Ерик.
Ерик Сегерсел (на шведски: Erik Segersäll) е първият шведски крал, за когото има сигурни данни. Прозвището му Сегерсел значи Победоносния. Понякога е наричан и Ерик VI според новата хронология, която била въведена от Ерик XIV, който си избрал намерация съгласно легендарната и исторически непотвърдена хронология на шведските крале. Някои историци приемат, че преди Ерик Сегерсел е имало и други крале с името Ерик, други обаче се съмняват в това.

## Управление
Първоначално територията на кралството му обхващала земите около Упланд и съседните области. Отначало Ерик управлява съвместно с брат си Олаф, но след като го отравя по време на един пир, взема еднолично цялата власт.
Според хрониста Адам фон Бремен, Ерик Сегерсел се съюзява с полския крал Болеслав I Храбри, за да завладее Дания и да изгони от нея датския крал Свен I Вилобради. Той се самопровъзгласява за крал на Швеция и Дания и ги управлява до смъртта си около 995 г.
Пак според Адам фон Бремен, в Дания Ерик Сегерсел приема християнството, но по-късно се връща към старата си вяра.